# 바니차
바니차(불가리아어: баница)는 불가리아의 페이스트리이다. 필로 사이사이를 시레네(치즈)를 넣은 달걀물로 채워 오븐에서 굽는다. 채소, 고기, 과일 등을 넣기도 한다.

## 같이 보기
- 뵈레크